# رولند هاسی میسی
رولند هاسی میسی (به انگلیسی: Rowland Hussey Macy) (زاده ۳۰ اوت ۱۸۲۲ - درگذشته ۲۹ مارس ۱۸۷۷) کارآفرین و بازرگان آمریکایی بود، که در سال ۱۸۵۸ فروشگاه میسیز را تأسیس کرد. در ماه ژانویه ۲۰۱۳، شرکت میسیز با در اختیار داشتن شبکه‌ای از ۸۵۰ فروشگاه، بزرگترین فروشگاه چندمنظوره ایالات متحده شناخته شد.